# Смірнов Денис Анатолійович
Дени́с Анато́лійович Смірно́в (нар. 18 червня 1975, Запоріжжя, УРСР) — український футболіст, півзахисник аматорського клубу «Вектор» (Богатирівка).

## Кар'єра гравця
Денис Смірнов народився 18 червня 1975 року в Запоріжжі. Свою футбольну кар'єру розпочав у запорізькому «Торпедо», у складі якого виступав з 1993 по 1997 рік. За цей час у чемпіонатах України він відіграв 95 матчів та забив 12 м'ячів, ще 8 матчів (1 гол) Денис Анатолійович провів у Кубку України. З 1998 по 2003 рік виступав в іншому запорізькому клубі, «Металурзі». У складі «металургів» у національних чемпіонатах відіграв 72 матчі (5 голів), у Кубку — 7 матчів (1 гол). Протягом свого перебування в Запоріжжі виступав також у складі «Металурга-2», за який відіграв 15 поєдинків та забив 6 м'ячів.
У 2003—2005 роках виступав у сімферопольській «Таврії», запорізькому «Металурзі» та ужгородському «Закарпатті».
У 2006 році повернувся до рідного Запоріжжя та продовжив свою кар'єру в «Металурзі». Але тепер уже не був основним гравцем команди. За 3 сезони, які Денис Анатолійович провів у «Металурзі», у чемпіонатах України він відіграв лише 7 поєдинків, при чому єдиний і останній матч у футболці основної команди того сезону він відіграв 4 листопада 2007 року проти «Таврії» (Сімферополь), вийшовши на поле на 71-ій хвилині поєдинку. Із 2007 по 2009 рік Денис Смірнов виступав за «металургів» у першості дублерів, у якій відіграв 25 поєдинків та забив 6 м'ячів.
Останнім професіональним клубом Дениса Смірнова було друголігове хмельницьке «Динамо», у складі якого 2011 року він відіграв 7 матчів (1 гол).
Після цього Денис Анатолійович виступав в аматорських клубах Запорізької області «Вектор» (с. Богатирівка), «Нове Життя» (с. Андріївка), «Ольвія» (Чкалово) та «Росо Неро» (Запоріжжя). Зараз Денис Смірнов виступає за «Вектор» (с. Богатирівка).